# Alto Trás-os-Montes

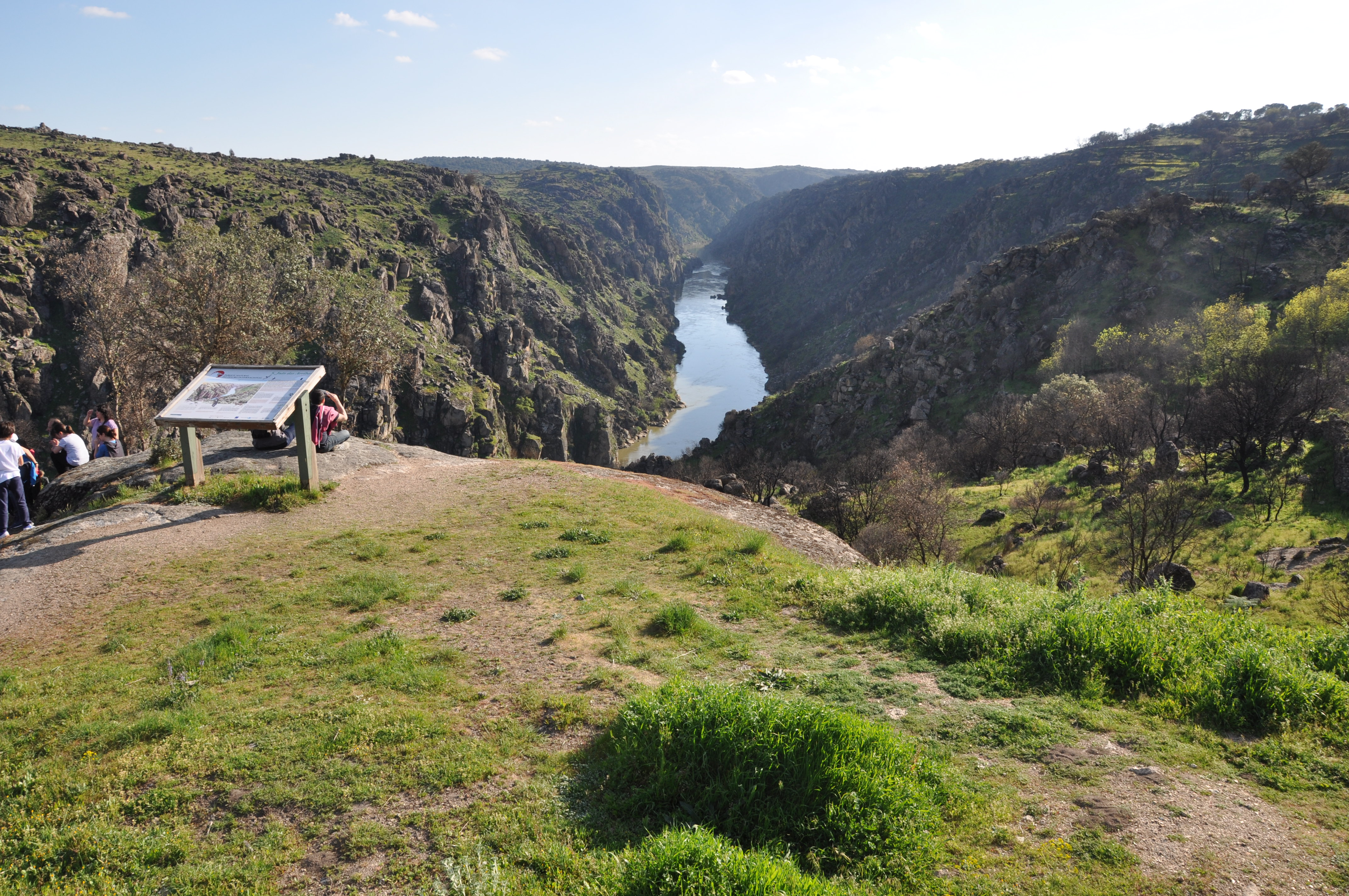
Mirador de São João das Arribas sobre el río Duero

El Alto Trás-os-Montes es una antigua subregión estadística portuguesa, parte de la Región Norte, dividida entre el Distrito de Braganza y el Distrito de Vila Real. Limitaba al norte y al este con España, al sur con el Duero y al oeste con el Támega, el Ave y el Cávado. Área: 8 168 km². Población (2001): 223 259 (estimación para 2005: 220 289). Actualmente su territorio está incluido en las comunicipales de Alto Támega (excepto Ribeira de Pena), Terras de Trás-os-Montes (excepto Vila Flor) y Duero (Murça).
Comprendía 14 municipios':
- Alfândega da Fé
- Boticas
- Braganza
- Chaves
- Macedo de Cavaleiros
- Miranda do Douro
- Mirandela
- Mogadouro
- Montalegre
- Murça
- Valpaços
- Vila Pouca de Aguiar
- Vimioso
- Vinhais

Los principales núcleos urbanos son las ciudades de Chaves, Braganza y Mirandela.
- Wikimedia Commons alberga una galería multimedia sobre Trás-os-Montes.

- Datos: Q443584
- Multimedia: Trás-os-Montes / Q443584